# Sveučilište Redlands
Sveučilište Redlands je privatno kršćansko sveučilište u američkoj saveznoj državi Kaliforniji. Osnovano je 1907. godine i danas ga pohađa 4500 studenata.

## Vanjske poveznice
- Službena stranica